# Ponta Azeitona
A Ponta Azeitona é uma formação geológica costeira de São Tomé e Príncipe, localizada na ilha de São Tomé, a Sul da província Lembá. Este acidente geológico localiza-se próximo a Praia da Pipa e a Lança.